# بوجیکا (بازیکن فوتبال)
بوجیکا (به پرتغالی: Marcelo Ribeiro) مهاجم اهل برزیل است که در شهر Cachoeiro de Itapemirim، اسپیریتو سانتو و در تاریخ ۲۱ ژانویهٔ ۱۹۶۹ به دنیا آمده‌است.
بوجیکا در تیم‌های فوتبال فلامینگو سابقهٔ حضور دارد.